# 松居友
松居 友（まつい とも、男性、1953年3月2日 - ）は、日本の児童文学者。

## 略歴
松居直の長男として東京都に生まれる。児童文学作家の小風さちは妹。児童文学作家の松居スーザンは元妻。画家の須田国太郎とその息子で鉄道実業家の須田寬とは遠戚にあたる。
1965年明星学園小学校卒業。1968年杉並区立高井戸中学校卒業。1971年桐朋高等学校卒業。高校同期には高橋毅、堀峰生、帯金章郎、梅野匡俊、末木恭彦らがいる。上智大学文学部ドイツ文学科卒業。同大学院文学研究科ドイツ文学専攻修士課程修了後、オーストリアのザルツブルク大学に留学。帰国後、福武書店児童書部の初代編集長を務める。フィリピン・ミンダナオ島で「ミンダナオ子ども図書館」を主宰、後に「マノボ族」の首長になる。当初はドイツ文学の翻訳、評論などを執筆し、のち独自の児童書を刊行する。

## 著書
- 『わたしの絵本体験』（大和書房） 1988年11月
- 『昔話の死と誕生』（大和書房） 1988年4月
- 『シュシナーナとサバリコビレ』（福武書店） 1990年4月
- 『にだんベッドそらをとぶ』（福武書店） 1991年5月
- 『鹿の谷のウタラとイララ』（小峰書店、こみね創作児童文学） 1991年12月
- 『こぐまをあらう雨』（国土社、そよかぜ絵本シリーズ） 1992年2月
- 『絵本・昔話にみる楽しい子育ての知恵』（エイデル研究所） 1993年11月
- 『天使のそりあそび』（小峰書店、絵童話・しぜんのいのち） 1993年12月
- 『うまれる』（ほるぷ出版） 1993年3月
- 『火の神の懐にて ある古老が語ったアイヌのコスモロジー』（小田イト語り、JICC出版局） 1993年3月
- 『森の昆虫博士 自然とともに生きる』（小峰書店、いきいき人間ノンフィクション） 1994年2月
- 『昔話とこころの自立』（宝島社） 1994年6月
- 『沖縄の宇宙像 池間島に日本のコスモロジーの原型を探る』（洋泉社） 1999年10月
- 『ふたりだけのキャンプ』（童心社） 2000年6月
- 『絵本は愛の体験です。』（洋泉社） 2000年9月
- 『サンパギータの白い花 ミンダナオからの新たな旅立ち』（女子パウロ会） 2001年10月
- 『ナディヤと灰色おおかみ』（女子パウロ会） 2002年12月
- 『おひさまのくにへ 』（BL出版） 2007年9月

## 翻訳
- 『ホフマン物語』（E・T・A・ホフマン、立風書房） 1982年1月
- 『ノアのはこぶね』（ゲトルート・フッセネガー、女子パウロ会） 1984年2月
- 『ちょうちょうのくにへ』（ジビュレ・フォン・オルファース、福武書店） 1991年3月

## 参考
- 文藝年鑑2007